# Morti nel 2017
| Questa pagina contiene informazioni ricavate automaticamente dalle voci biografiche con l'ausilio del template Bio e di un bot. L'aggiornamento è periodico e automatico e ricostruisce completamente la pagina. Se manca una persona in questa lista, sei pregato di non aggiungerla, ma accertati piuttosto che la sua voce biografica contenga il template Bio e che i dati anagrafici siano correttamente compilati. Se il template Bio manca, inseriscilo tu stesso o, in alternativa, metti l'avviso {{tmp\|Bio}} che ne segnala la mancanza. Se i dati riportati sono sbagliati, correggi direttamente la voce biografica; le modifiche saranno visibili in questa lista entro pochi giorni. Per chiarimenti vedi il progetto biografie. La lista contiene solo le 2.282 persone che sono citate nell'enciclopedia e per le quali è stato implementato correttamente il template Bio. Pagina aggiornata al 18 ago 2025. |

## Senza giorno specificato(28)
- Zelim Bakaev, cantante russo (n. 1992)
- Stephanus Botha, pallanuotista sudafricano (n. 1931)
- Giordano Caselli, calciatore italiano (n. 1928)
- Graziano Concioni, archivista e storico italiano (n. 1939)
- Raniero Di Giovanbattista, regista e sceneggiatore italiano (n. 1932)
- Mary Ellen Kay, attrice statunitense (n. 1929)
- Norberto Firpo, fumettista e giornalista argentino (n. 1931)
- Paula Fox, scrittrice statunitense (n. 1923)
- Noli Francisco, giocatore di poker filippino (n. 1939)
- Gien Fronczek, cestista e allenatrice di pallacanestro olandese (n. 1932)
- Gianni Gianese, scultore italiano (n. 1928)
- Spike Hawkins, poeta britannico (n. 1943)
- Rudol'f Nesterov, cestista sovietico (n. 1945)
- Emmanuel Niyonkuru, politico burundese (n. 1962)
- Derek Parfit, filosofo britannico (n. 1942)
- Luis Pentrelli, calciatore argentino (n. 1932)
- Pino Antonelli, fumettista e fotografo italiano (n. 1955)
- Adriano Rossi, calciatore italiano (n. 1931)
- Alfred Sageder, canottiere austriaco (n. 1933)
- Fortunato Saladino, generale italiano (n. 1925)
- Michael Spindler, informatico tedesco (n. 1942)
- Tomaso Staiti di Cuddia delle Chiuse, politico e giornalista italiano (n. 1932)
- Henry Tenckhoff, medico tedesco (n. 1930)
- Grethe Bartram, agente segreto danese (n. 1924)
- Francesco Tiezzi, architetto e urbanista italiano (n. 1922)
- Ria Tobing, nuotatrice indonesiana (n. 1938)
- Fred Wanless, aracnologo britannico (n. 1940)
- René Wohler, cestista svizzero (n. 1922)